# Репки (Сумская область)
Репки (укр. Ріпки) — село,
Репчанский сельский совет,
Роменский район,
Сумская область,
Украина.
Код КОАТУУ — 5924188201. Население по переписи 2001 года составляло 496 человек .
Является административным центром Репчанского сельского совета, в который, кроме того, входят сёла
Вьюнное и
Мокиевка.

## Географическое положение
Село Репки находится в 4-х км от правого берега реки Ромен.
На расстоянии в 1 км расположено село Салогубовка, в 2-х км — сёла Вьюнное и Мокиевка.
По селу протекает пересыхающий ручей с запрудой.
Рядом проходит железная дорога, станция Рогинцы.

## История
- Село Репки известно с конца XVIII века.

## Объекты социальной сферы
- Дом культуры.

## Достопримечательности
- Братская могила советских воинов.